# 동영암 나들목
동영암 나들목(E.Yeongam IC)은 전라남도 영암군 영암읍 학송리에 설치될 예정인 강진광주고속도로의 교차로이다. 2026년에 개통될 예정이다.

## 역사
- 2017년 11월 24일 : 2026년까지 나들목 신설을 위해 영암군 도시계획시설 교통광장에 영암읍 학송리 일원을 동영암 나들목으로 고시[1]

## 구조물 정보
- 위치 : 전라남도 영암군 영암읍 학송리

## 접속하는 도로
- 지방도 제835호선 (장강로)
- 간접 연결 : 국도 제13호선 (예향로, 장흥 교차로 이용)